# Вулиця Сім'ї Прахових
Ву́лиця Сім'ї́ Пра́хових — вулиця в Голосіївському районі міста Києва, місцевість Паньківщина. Пролягає від вулиці Гетьмана Павла Скоропадського (сходами) до вулиці Лілії Лобанової.
Прилучається Либідська вулиця та проїзд без назви (місток над р. Либідь) до вищевказаної вулиці. Є вихід до вулиць Паньківської та Жилянської через арку будинку №27.

## Історія
Вулиця виникла на початку XX століття під назвою Ново-Караваєвська (назву Караваєвська мала теперішня вулиця Гетьмана Павла Скоропадського, до якої прилучалася вулиця). У довідниках «Весь Київ» вперше зазначена 1907 року. 
З 1955 року мала назву вулиця Гайдара, на честь радянського письменника Аркадія Гайдара.
Сучасна назва на честь Адріяна, Емілії, Олени, Миколи та Олександри Прахових, родини діячів української культури XIX–XX століття — з 2018 року.

## Зображення

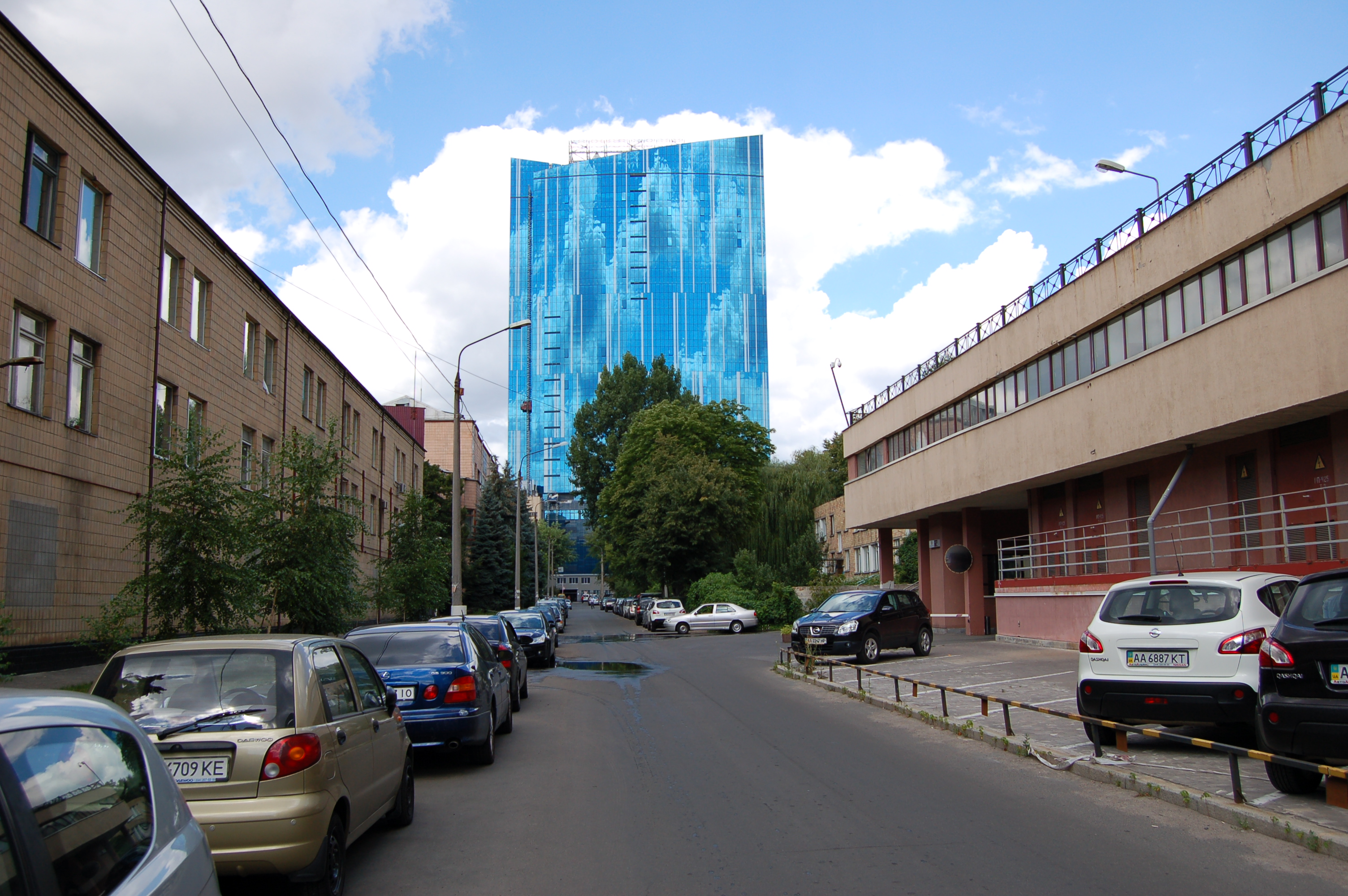